# 이라크의 국기
이라크의 국기는 1921년에 처음 제정되었으며 현재의 국기는 2008년에 제정되었다. 빨간색과 하얀색, 검은색 세 개의 가로 줄무늬 가운데에는 이라크의 나라 표어인 "알라는 위대하시다"("الله أَكْبَر", "알라후 아크바르")라는 아랍어 문구가 초록색으로 쓰여져 있다.
현재의 국기는 2008년 1월 22일에 제정된 것으로 1991년 1월 13일 제정 당시 사담 후세인 대통령이 이끌던 정당인 바트당의 슬로건인 "통일, 자유, 사회주의"를 뜻하는 세 개의 초록색 별 디자인을 삭제하는 한편 사담 후세인이 직접 쓴 "알라는 위대하시다"라는 문구의 글씨체를 쿠픽체로 수정한 디자인이다.

## 색상
| 색상 | 빨강                | 하양                  | 검정            | 초록               |
| ---- | ------------------- | --------------------- | --------------- | ------------------ |
| RGB  | 206–17–38 (#CE1126) | 255–255–255 (#FFFFFF) | 0–0–0 (#000000) | 0–122–61 (#007A3D) |

## 이전의 국기
이라크의 첫 번째 국기는 1921년에 제정되었는데 국기의 디자인은 검은색과 하얀색, 초록색 세 가지 색의 가로 줄무늬 바탕 왼쪽에 빨간색 사다리꼴이 그려져 있으며 사다리꼴 안에는 하얀색 칠각별 두 개가 그려져 있는 형태의 디자인이었다. 두 개의 칠각별은 당시 이라크를 구성하던 14개의 주를 상징하며 기에 사용된 색은 제1차 세계 대전 때 아랍 반란을 주도한 하심가를 상징하는 색이다. 같은 하심가 국가인 요르단의 국기와 비슷하다.
1958년 압둘카림 카심이 주도한 쿠데타로 군주제가 폐지된 이후 이라크는 1959년 7월 14일에 새 국기를 제정했는데 국기의 디자인은 검은색과 하얀색, 초록색 세 가지 색의 세로 줄무늬 바탕 가운데에 빨간색 팔각별이 그려져 있고 그 안에는 노란색 동그라미가 그려져 있는 형태의 디자인이었다. 검은색과 초록색은 범아랍주의를, 노란 태양은 쿠르드족을, 빨간 별은 아시리아인을 상징한다. 현재 쿠르드 자치구에는 종종 이 국기가 게양되기도 한다.
바트당이 카심 정권을 무너뜨리고 정권을 잡은 이후 이라크는 1963년 7월 31일에 새 국기를 제정했는데 국기의 디자인은 빨간색과 하얀색, 검은색 세 가지 색의 가로 줄무늬 바탕 가운데에 세 개의 초록색 별이 그려져 있는 형태의 디자인이었다. 세 개의 초록색 별은 원래 이라크의 아랍 연합 공화국(이집트와 시리아가 결성한 연합 공화국) 참가 구상을 상징했는데 끝내 실현되지 않았다.
1991년 1월 13일 국기 가운데에 그려진 초록색 별 사이에 사담 후세인 대통령이 직접 쓴 이라크의 나라 표어인 "알라는 위대하시다"라는 문구가 추가되었고 세 개의 별은 바트당의 슬로건인 "통일, 자유, 사회주의"를 상징하는 것으로 바뀌게 된다. 이라크가 걸프 전쟁에 대한 이슬람 세계의 지지를 얻기 위해 국기를 변경한 것이 아닌가하는 추측이 있다.
2004년 6월 28일부터 2008년까지 사담 후세인 대통령이 직접 쓴 이라크의 나라 표어인 "알라는 위대하시다"를 쿠픽체로 약간 수정한 형태의 국기를 사용했으며 2008년 1월 21일 세 개의 초록색 별을 뺀 형태의 국기를 제정하여 오늘에 이르고 있다.

1924년-1959년 이라크 왕국의 국기 비율 1:2
1959년-1963년 이라크의 국기 비율 1:2
1963년-1991년 이라크의 국기 비율 2:3
1991년-2004년 이라크의 국기 비율 2:3
2004년-2008년 이라크의 국기 비율 2:3

## 그 외의 기

이라크의 육군기
이라크의 공군기

## 제안되었으나 제정되지 못한 국기

2004년에 제안되었던 이라크의 국기 디자인
2008년에 제안되었던 이라크의 국기 디자인 첫 번째 안
2008년에 제안되었던 이라크의 국기 디자인 두 번째 안

## 같이 보기
- 이라크의 국장
- 범아랍색
- 이집트의 국기
- 요르단의 국기
- 쿠웨이트의 국기
- 팔레스타인의 국기
- 수단의 국기
- 시리아의 국기
- 아랍에미리트의 국기
- 예멘의 국기